# Guglielmo Libri Carucci dalla Sommaja
Guglielmo Brutus Icilius Timeleone Libri Carucci dalla Sommaja (Firenze, 1º gennaio 1803 – Fiesole, 28 settembre 1869) è stato un matematico italiano.

## Biografia
Il conte Guglielmo Libri iniziò a frequentare l'Università di Pisa nel 1816 iscrivendosi alla Facoltà di Giurisprudenza, ma passando presto allo studio della matematica, sua vera passione, insieme alla bibliofilia.
Si laureò nel 1820 ed i suoi primi lavori furono notati da Charles Babbage, da Augustin-Louis Cauchy e da Carl Friedrich Gauss.
Nel 1823, all'età di 20 anni, fu nominato professore di Fisica Matematica a Pisa ma l'anno seguente lasciò l'insegnamento per trascorrere un anno a Parigi.
Al suo ritorno in Italia fu coinvolto nei movimenti carbonari che miravano ad ottenere una costituzione liberale nel Granducato di Toscana.
Arrestato, nel 1833 scappò in Francia e divenne cittadino francese. Il suo nome aristocratico, unito alla fama di valente matematico, gli aprì parecchie porte fra cui quelle dell'Accademia francese delle scienze. Fu pure insignito della massima onorificenza d'oltralpe, la Legion d'onore.
Tra il 1838 e il 1841 il conte Libri, avvalendosi della consultazione diretta di innumerevoli tomi e manoscritti antichi, pubblicò un'importante opera in quattro volumi intitolata Storia delle Scienze Matematiche in Italia dal Rinascimento al XVII secolo. Il valore dell'opera per gli studiosi di storia delle matematiche consiste soprattutto nelle note che occupano circa la metà del testo e che riportano brani, in larga misura inediti, degli autori studiati.
Nel 1843 Libri, superando le candidature di matematici del calibro di Augustin-Louis Cauchy e di Jean-Marie Duhamel, ottenne la prestigiosa cattedra di matematica al Collège de France.

## La «bibliomania»

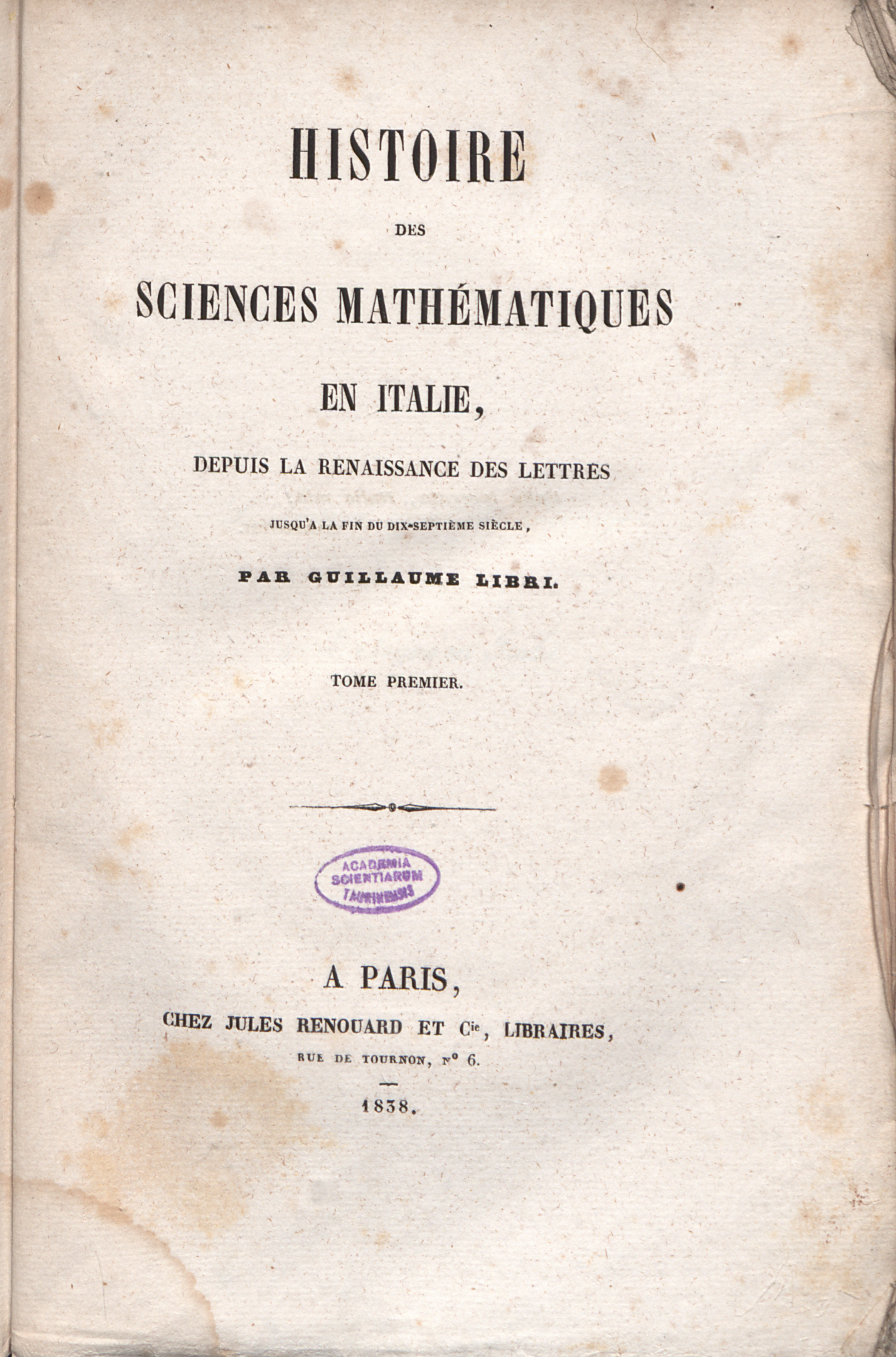
Histoire des sciences mathématiques en Italie, 1838

Libri non fu soltanto un eccellente matematico, ma anche un appassionato ed espertissimo bibliofilo (sui generis però, dato che non esitava a strappar via dai volumi le pagine che più gli interessavano) e soprattutto un incredibile ed inaudito ladro di libri. La maggior parte dei furti li perpetrò ai danni della Biblioteca Medicea Laurenziana di Firenze e di parecchie biblioteche francesi, sfruttando nel secondo caso la circostanza che per la sua erudizione e la sua indiscussa competenza in materia era stato nominato Secrétaire de la Commission du Catalogue général des manuscrits des bibliothèques publiques de France (Segretario della Commissione per il Catalogo generale dei manoscritti delle biblioteche pubbliche di Francia).
Con il passare del tempo, questa sua incresciosa attività divenne sempre più impudente e frenetica tanto da destare i primi sospetti e quando Libri intuì che stava per essere scoperto fece imbarcare per l'Inghilterra 18 grossi bauli pieni di refurtiva (i pezzi sottratti erano almeno 30.000) e riparò a Londra dove entrò in contatto con Antonio Panizzi, direttore della British Library. Alla metà degli anni quaranta la sua biblioteca contava oltre 1800 manoscritti e 40.000 volumi a stampa provenienti da aste, acquisizioni di importanti fondi privati e, in parte, come fu provato in seguito, da appropriazione indebita. Dopo la prima denuncia anonima di furto vendette la sua collezione a lord Bertram Ashburnham.
Nel 1848 venne formalmente denunciato e nel 1850 la Corte d'appello di Parigi lo condannò in contumacia a dieci anni di prigione. Nello stesso anno fu sostituito da Gabriel Lamé alla cattedra di matematica del Collège de France.
Grazie all'aiuto di amici influenti riuscì alla fine del 1857 a rientrare in possesso delle sue carte e dei libri, circa 15.000 volumi, ancora conservati a Parigi. Sebbene fosse arrivato in Inghilterra con nient'altro se non i "suoi" libri, egli visse comodamente fra agi e ricchezze. Per ottenere questo risultato gli bastò mettere in vendita il suo bottino sul mercato antiquario inglese: da due sole grandiose aste organizzate nel 1861 riuscì ad ottenere oltre un milione di franchi, una somma enorme quando si consideri che, in quei tempi, la paga media giornaliera di un lavoratore era di quattro franchi.
Nel 1868 si ammalò e decise di far ritorno in Italia. Si stabilì in una villa di Fiesole dove morì l'anno dopo. Venne sepolto nel Cimitero delle Porte Sante di Firenze. Dopo la sua morte sia il governo francese che quello italiano riuscirono a riacquistare buona parte delle opere sottratte (negoziandone l'acquisto dall'erede di lord Ashburnham), reintegrando in una certa misura i patrimoni delle biblioteche depredate.
Nel febbraio 2010, in una piccola università privata della Pennsylvania è stata rinvenuta una lettera di Cartesio datata 27 maggio 1641 indirizzata all'amico Marin Mersenne. Si tratta di quattro cartelle ritenute molto importanti dagli studiosi del grande matematico e filosofo francese. Esse facevano parte dell'inventario delle opere rubate da Libri ed erano considerate ormai disperse. L'8 giugno dello stesso anno, le quattro cartelle sono state restituite all'Institut de France.

## Opere
- (FR) Histoire des sciences mathématiques en Italie, vol. 1, Paris, Renouard, 1838.
- (FR) Histoire des sciences mathematiques en Italie, vol. 2, Paris, Renouard, 1838.
- (FR) Histoire des sciences mathematiques en Italie, vol. 3, Paris, Renouard, 1840.
- (FR) Histoire des sciences mathematiques en Italie, vol. 4, Paris, Renouard, 1841.
- Galileo Galilei sua vita e sue opere, Milano, Società degli editori degli Annali universali delle scienze e dell'industria, 1841.
- Bonaventura Cavalieri, S.l., sn, 1844.
- (FR) Fermat, Paris, Fournier, Henri, 1845.